# Onthophagus uenoi
Onthophagus uenoi là một loài bọ cánh cứng trong họ Bọ hung (Scarabaeidae).